# Siegfried I. (Weimar-Orlamünde)
Siegfried von Ballenstedt (* um 1075; † 9. März 1113), aus dem Geschlecht der Askanier war als Siegfried I. Pfalzgraf bei Rhein von 1095/1097 bis 1113 und Graf von Weimar-Orlamünde zwischen 1112 und 1113.

## Leben
Geboren wurde Siegfried um das Jahr 1075 als Sohn des Grafen Adalbert von Ballenstedt († zwischen 1078 und 1080) und der Adelheid von Weimar-Orlamünde († 1100), einer Tochter des Grafen Otto von Weimar, 1062–1067 Markgraf von Meißen. Als sein Vater um das Jahr 1080 von Egeno II. von Konradsburg ermordet wurde, folgte ihm Siegfrieds älterer Bruder Otto der Reiche (ca. 1073–1123) als Graf von Ballenstedt.

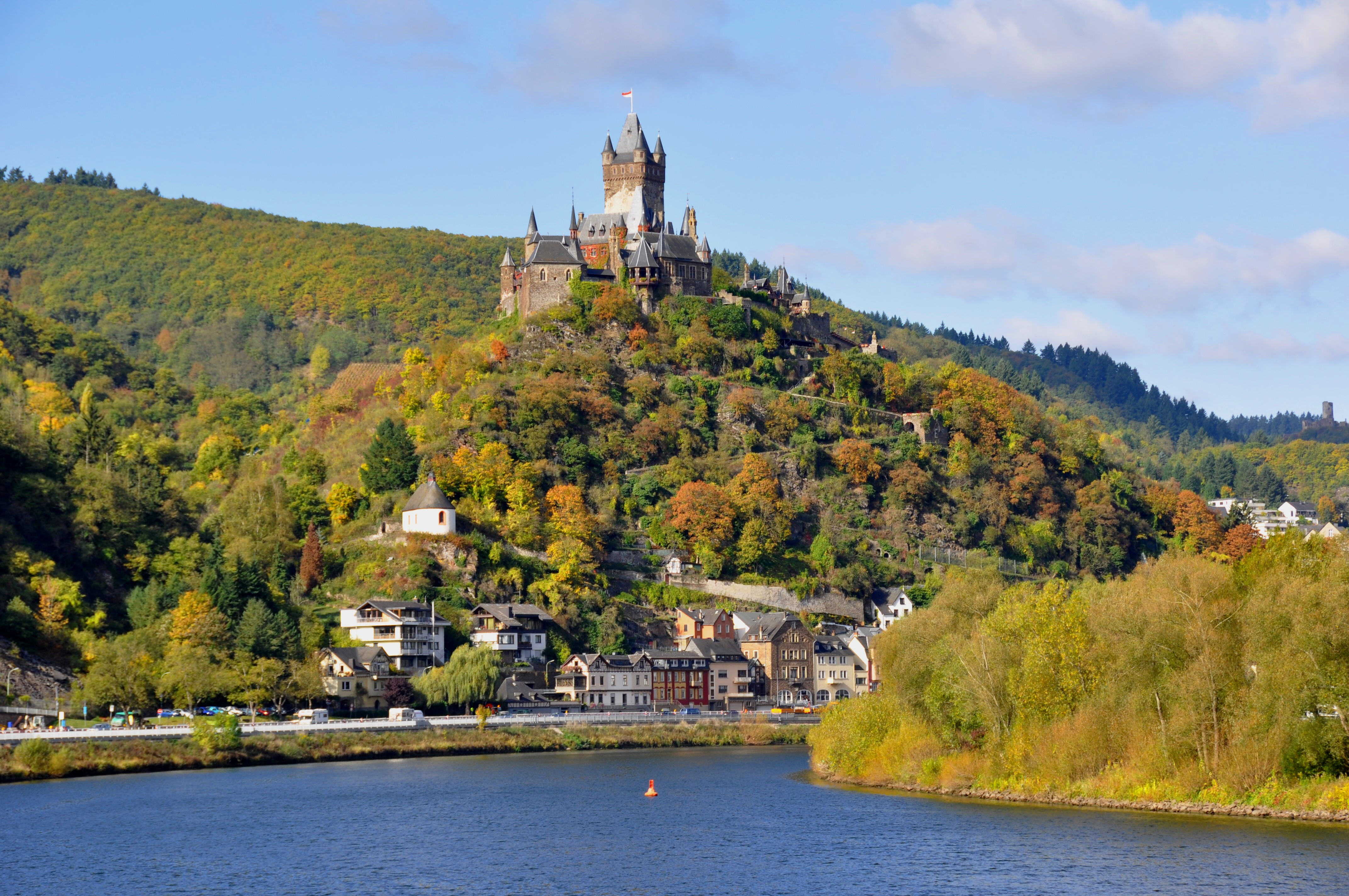
Burg Cochem an der Mosel

Durch zwei weitere kinderlose Ehen seiner Mutter mit Pfalzgraf Hermann II. von Lothringen († 1085; Ezzonen) und danach mit Pfalzgraf Heinrich II. von Laach († 1095) erlangte Siegfried nach dem Tod Heinrichs, der ihn adoptiert hatte, 1097 das Amt des rheinischen Pfalzgrafen. Anschließend erbaute er die Burg Cochem an der Mosel.
Unter dem Eindruck des erfolgreichen Ersten Kreuzzugs soll Siegfried auch eine Jerusalemfahrt unternommen haben. Danach erneuerte er 1112 die Gründung der Abtei Laach (nach 1863 Abtei Maria Laach), die bereits 1093 von seinem Stiefvater Pfalzgraf Heinrich II. von Laach begonnen worden war, nach dessen Tod 1095 aber eingestellt wurde.
1112 starb Graf Ulrich II. von Weimar-Orlamünde (1070–1112), ohne Nachkommen. Auf Grund seiner Abstammung von Adelheid von Orlamünde erhob Siegfried Anspruch auf die Grafschaft, geriet aber dadurch in Konflikt mit Kaiser Heinrich V. (1106–1125). Einen Überfall auf Siegfried durch kaiserliche Parteigänger an der Teufelsmauer bei Warnstedt unweit von Thale am 21. Februar 1113 überlebte der Pfalzgraf schwer verletzt, starb aber bald darauf am 9. März. Siegfried hinterließ die unmündigen Söhne Siegfried II. (1107–1124) und Wilhelm (1112–1140) aus seiner Ehe mit Gertrud, Tochter des Grafen Heinrich von Northeim. Die Pfalzgrafschaft ging den Askaniern zunächst verloren, bis sie im Jahr 1125 Wilhelm mit Hilfe seines Stiefvaters Otto I. von Salm-Rheineck, dem Schwager des Kaisers Lothar III., wiedererlangen konnte.

## Nachkommen
Aus der Ehe mit Gertrud von Northeim gingen drei Kinder hervor:
- Siegfried II. von Weimar-Orlamünde
- Adela von Orlamünd ⚭ Konrad I von Tengling-Peilstein
- Wilhelm von Ballenstedt (Weimar-Orlamünde)